# Corapipo leucorrhoa
Corapipo leucorrhoa е вид птица от семейство Манакинови (Pipridae).

## Разпространение
Видът е разпространен във Венецуела, Колумбия, Никарагуа, Панама и Хондурас.